# Hymedesmia similima
Hymedesmia similima är en svampdjursart som beskrevs av William Lundbeck 1910. Hymedesmia similima ingår i släktet Hymedesmia och familjen Hymedesmiidae. Utöver nominatformen finns också underarten H. s. antarctica.